# Rezolucja Rady Bezpieczeństwa ONZ nr 242
22 listopada 1967 Rada Bezpieczeństwa ONZ wystosowała Rezolucję nr 242, (S/RES/242) wzywającą do „utworzenia sprawiedliwego i trwałego pokoju na Bliskim Wschodzie”, który miał być osiągnięty poprzez przyjęcie następujących zasad:
1. wycofanie izraelskich wojsk z terenów zajętych w wojnie sześciodniowej,
2. wycofaniu wszystkich żądań sprzed wojny oraz
3. poszanowaniu praw wszystkich państw regionu do bezpiecznego istnienia w swoich granicach.

Rezolucja została przyjęta jednogłośnie przez Radę Bezpieczeństwa ONZ. Została ona przyjęta na mocy rozdziału VI w Karcie Narodów Zjednoczonych. Uchwała została przedstawiona przez brytyjskiego ambasadora barona Caradona i była jednym z pięciu projektów rozpatrywanych w tym dniu.
23 listopada 1967 Sekretarz generalny Organizacji Narodów Zjednoczonych U Thant upoważnił szwedzkiego dyplomatę Gunnara Jarringa by jako specjalny wysłannik ONZ nadzorował wprowadzenie Rezolucji 242 w życie. Jarring umieścił swoją główną kwaterę na wyspie Cypr i rozpoczął konsultacje z Izraelem, Egiptem, Jordanią i Libanem. Syria odmówiła udziału w jakichkolwiek konsultacjach w sprawie porozumienia z Izraelem.
Konsultacje prowadzone przez Gunnara Jarringa były niezwykle trudne. Izrael nalegał na rozpoczęcie bezpośrednich rozmów pokojowych z państwami arabskimi twierdząc, że żadne ustępstwa terytorialne nie mogą być uczynione zanim nie powstanie perspektywa trwałego pokoju. Natomiast państwa arabskie popierane przez Związek Radziecki utrzymywały, że bezpośrednie rozmowy z Izraelem mogą rozpocząć się dopiero po wycofaniu jego wojsk z zajętych terenów. Impas doprowadził do zerwania konsultacji przez państwa arabskie.